# Altiplà de Millevaches

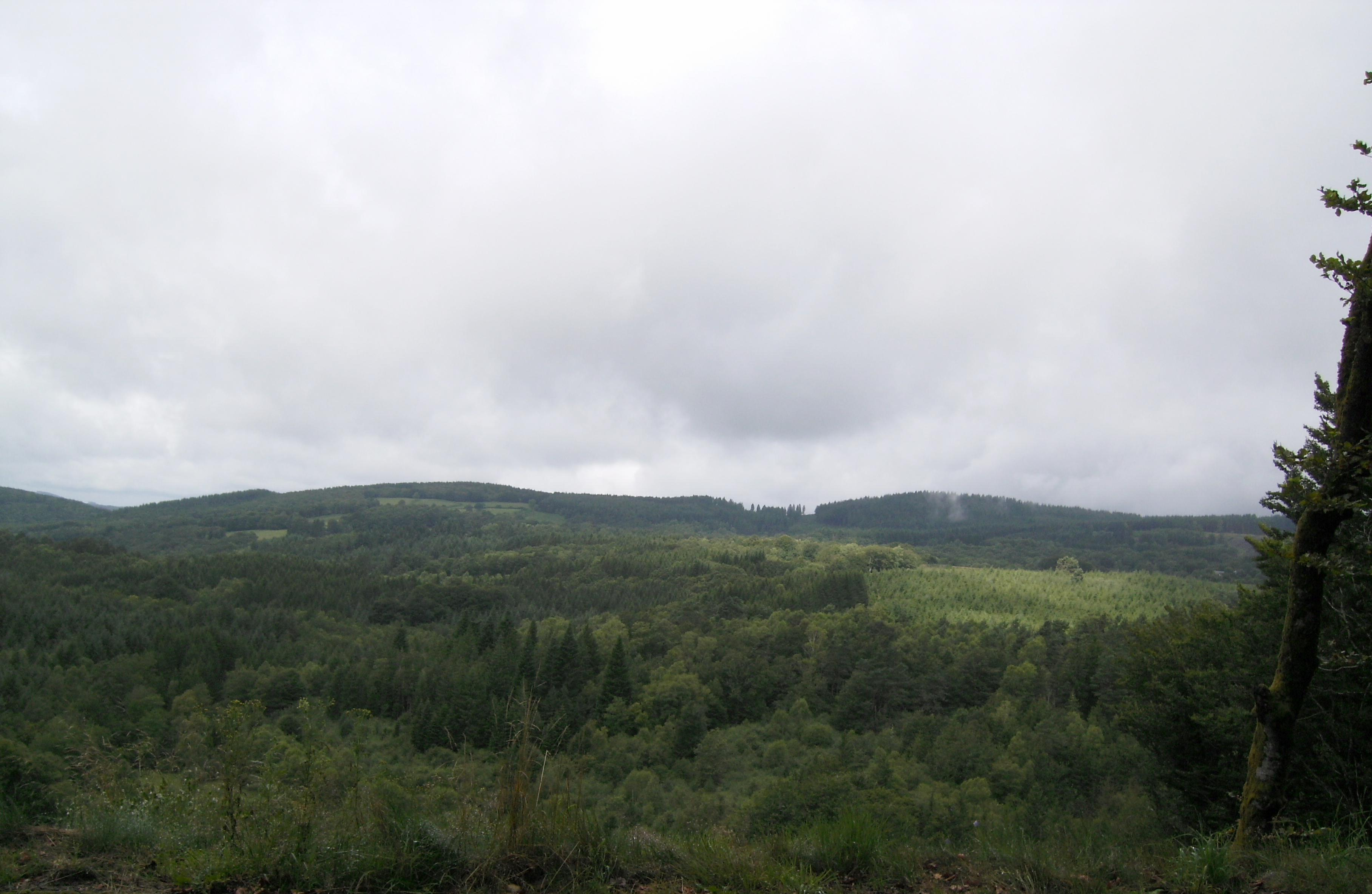
Vista de l'altiplà

L'altiplà de Millevaches (en occità Miuvachas) és un gran altiplà granític francès de 3.300 km² que s'estén per la major part del departament de la Corresa i també ocupa el departament de la Cruesa i de l'Alta Viena, tots a la regió del Llemosí. Forma part del Massís Central i més concretament dels Monts del Llemosí, dels quals ocupa la part oriental. Té una altitud de 500 m de mitjana i arriba als 977 m al mont Bessou, mentre que el puy Pendu arriba fins als 973 m.

## Toponímia
El nom de l'altiplà prové del poble de Millevaches de menys de 50 habitants i el nom del qual no té res a veure amb els animals ovins. Alguns estudiosos han vist que el topònim prové o bé de gal o del francès antic i volia dir lloc sense habitar, mentre que les etimologies que parteixen de l'occità sí que sembla que el nom provingui d'un lloc ple de vaques.

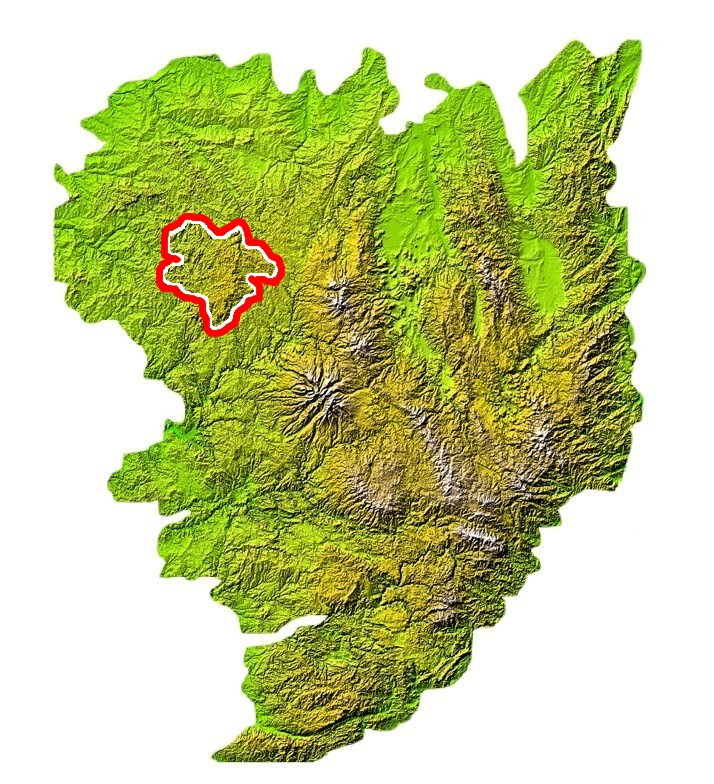
Situació de l'altiplà al Massís Central

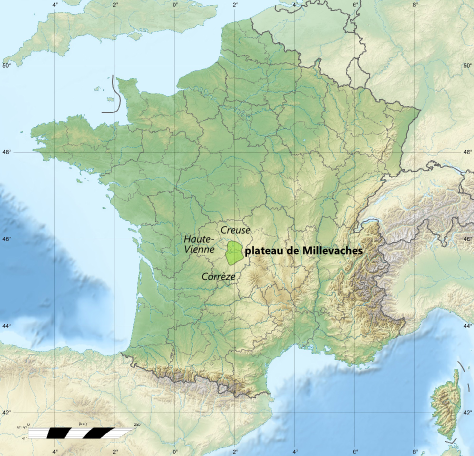
Situació de l'altiplà a França

## Geografia
Els geògrafs distingeixen, al nord, l'altiplà de Gentious de Millevaches. El límit és el riu Vienne i el riu Cruesa. Aquesta distinció es discuteix per alguns estudiosos, ja que s'hi pot trobar el mateix terreny, boscos, rius, sòls i activitats humanes.

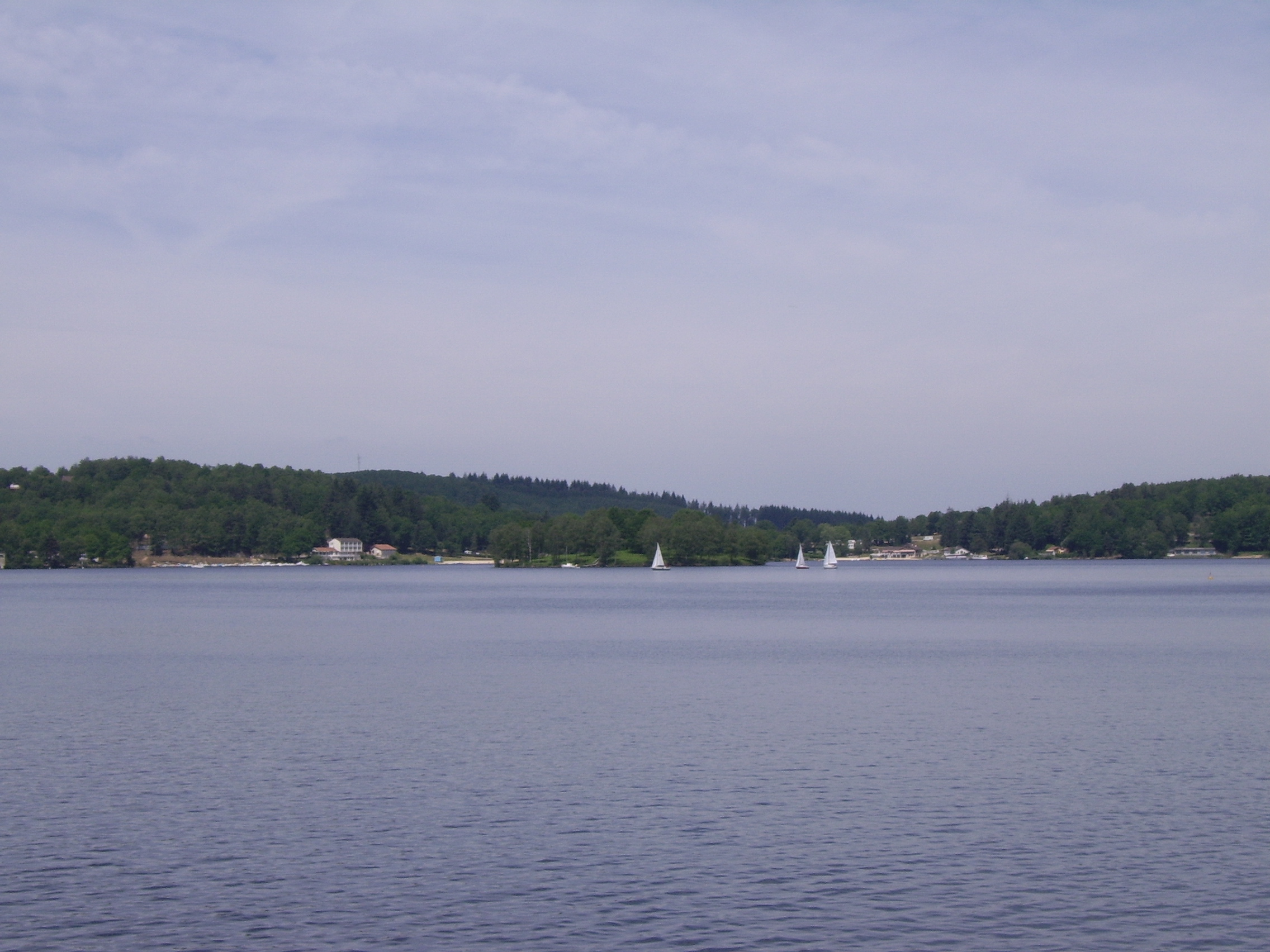
Le Llac de Vassivière

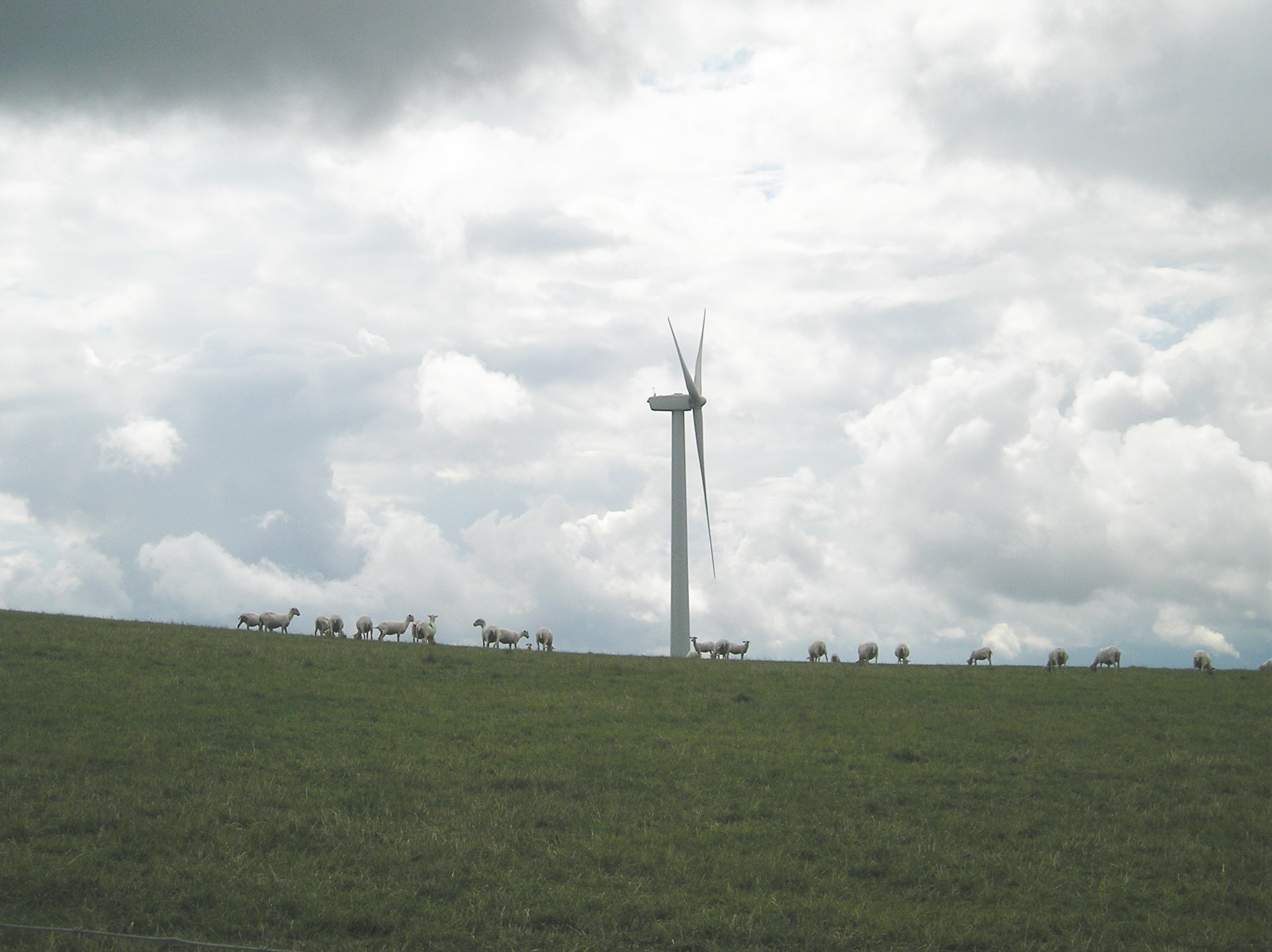
Generadors eòlic de Peyrelevade

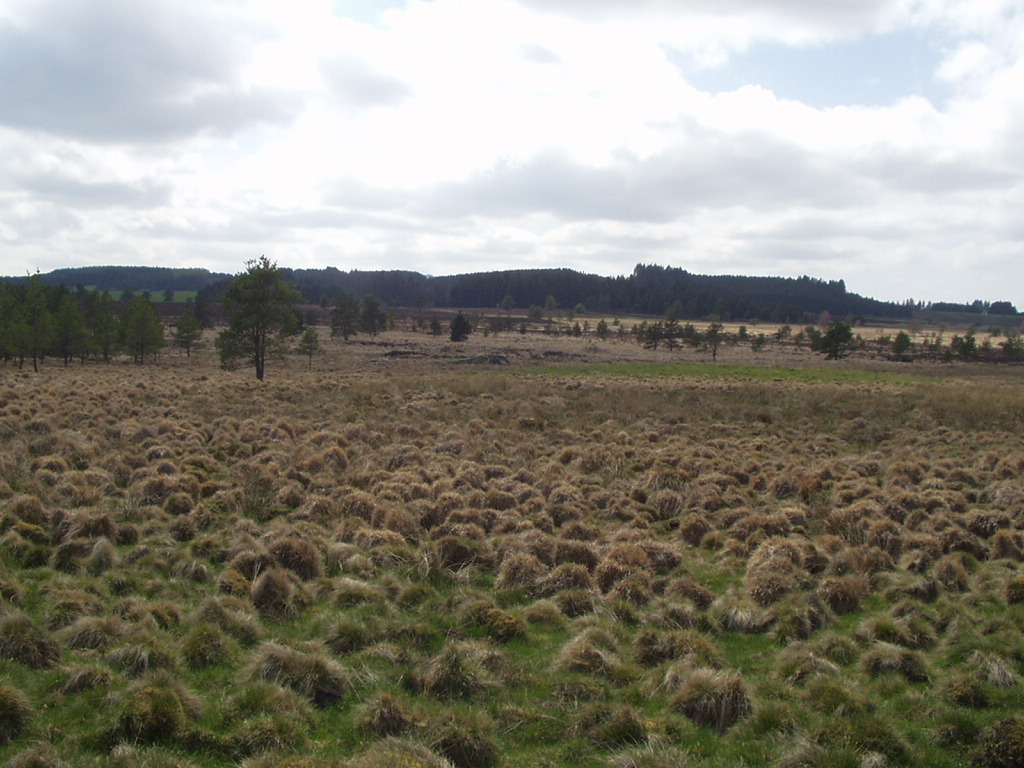
La Longeyroux

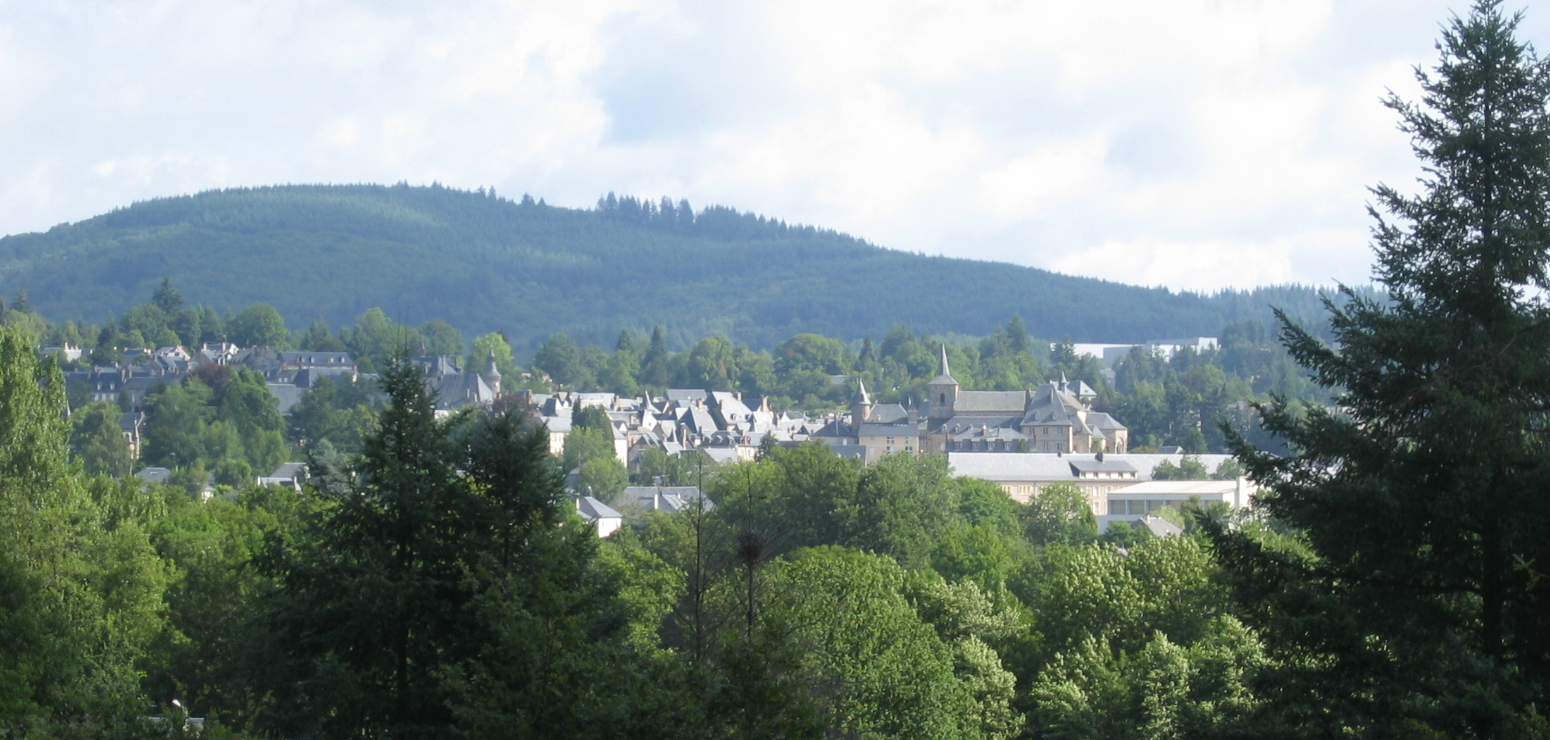
Meymac

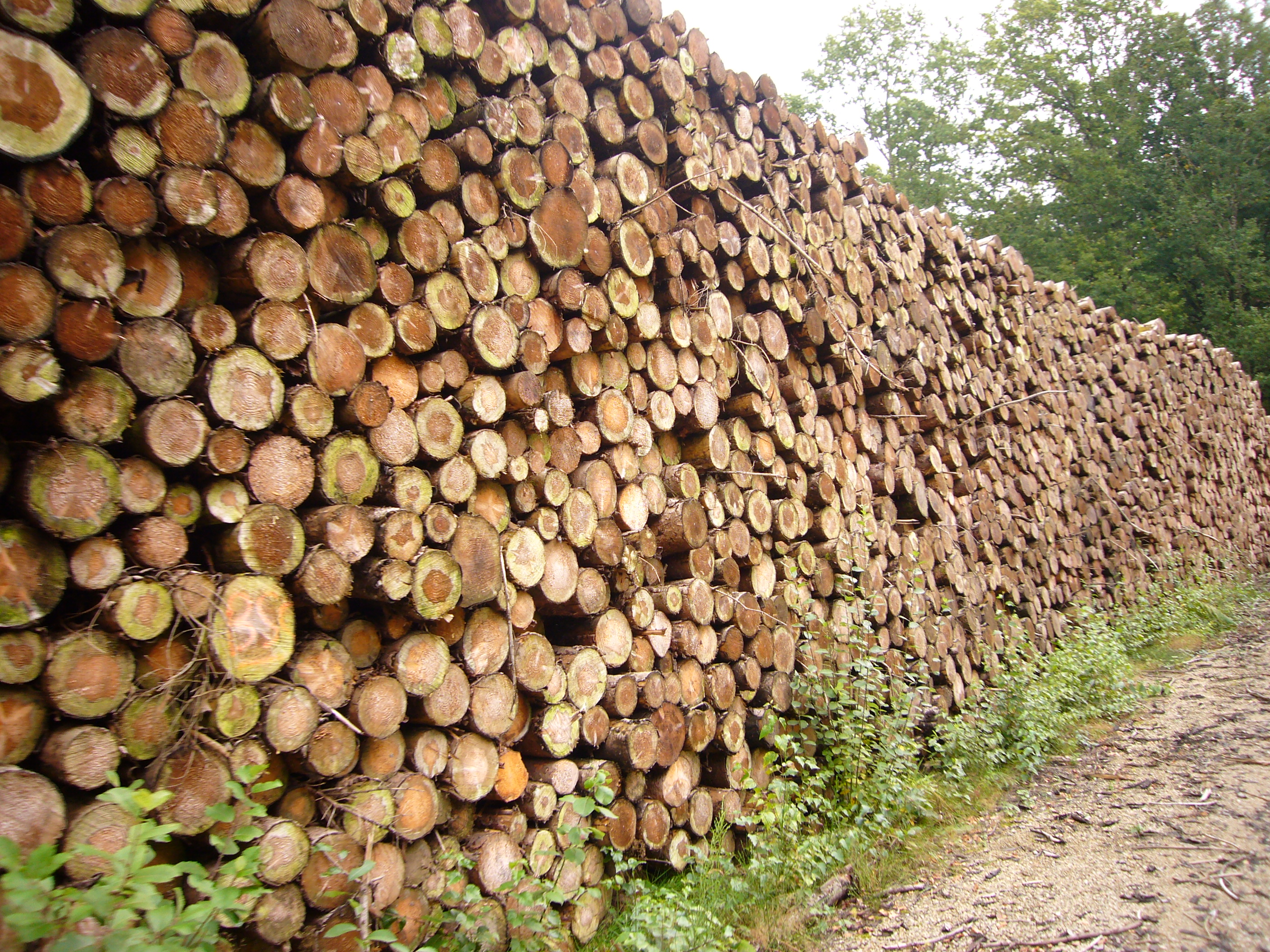
La indústria de la fusta i del bosc

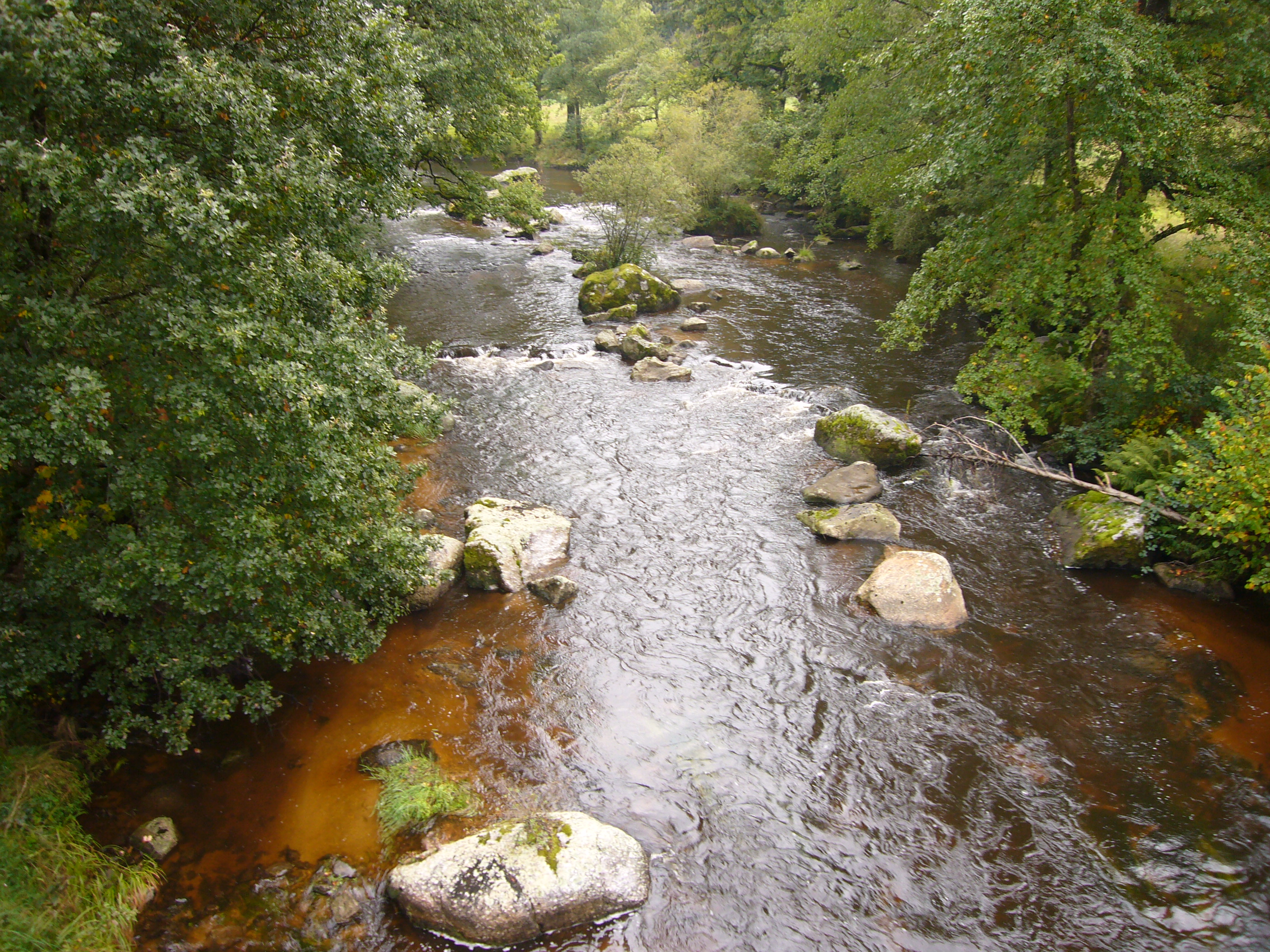
El riu Vienne al costat de Rempnat

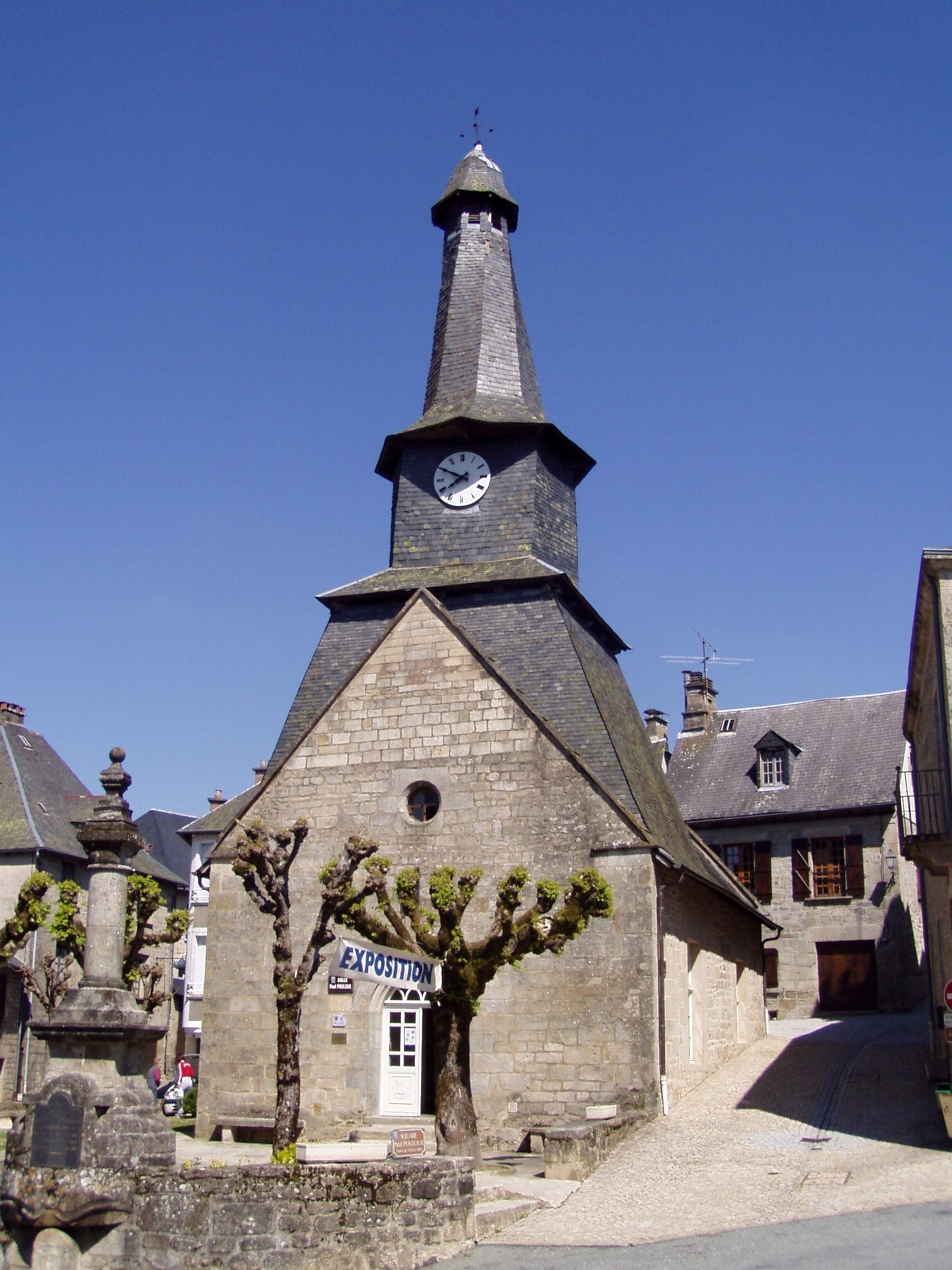
Notre-Dame de Treignac

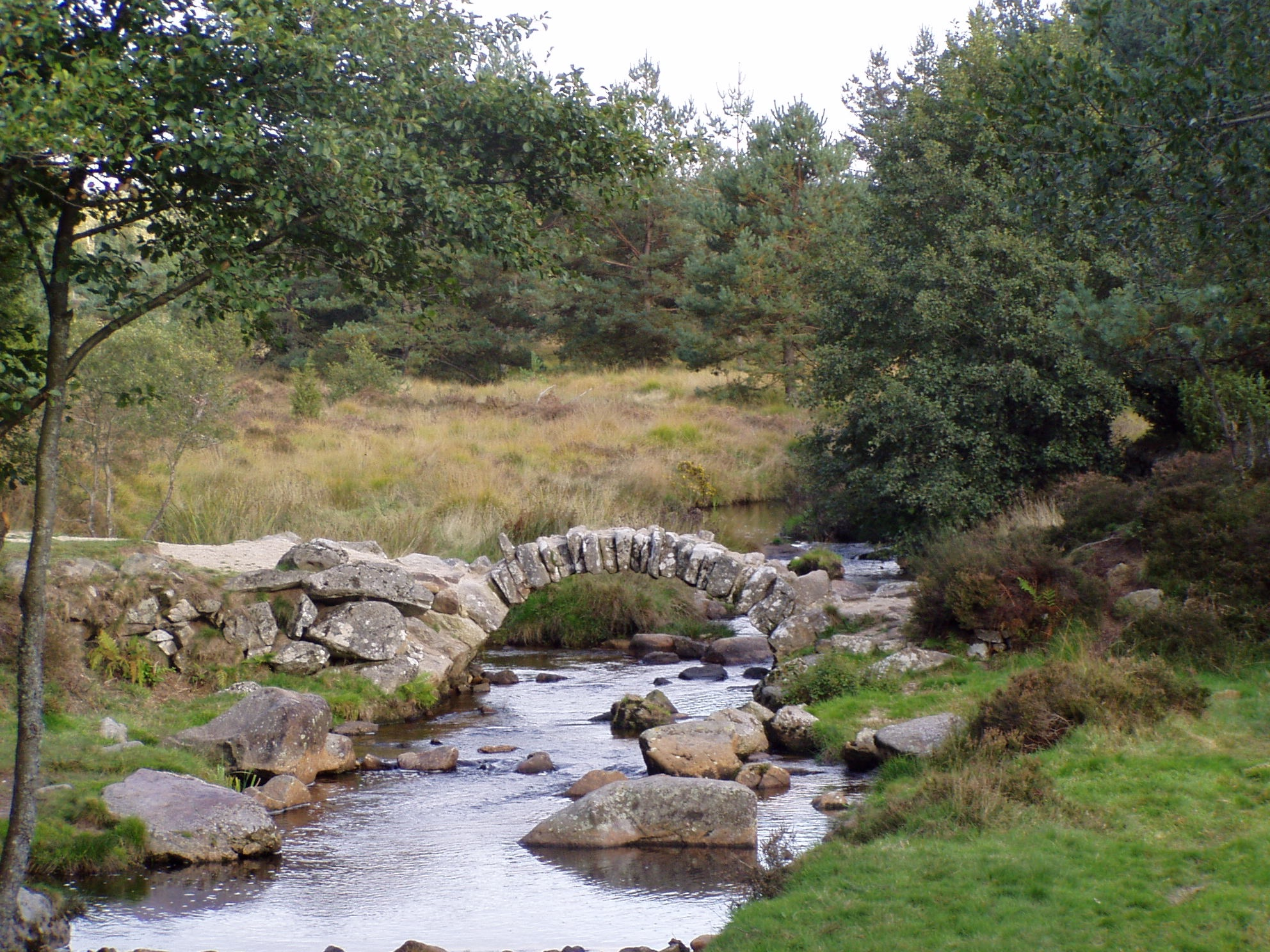
Pont de Sénoueix, sobre el riu Taurion

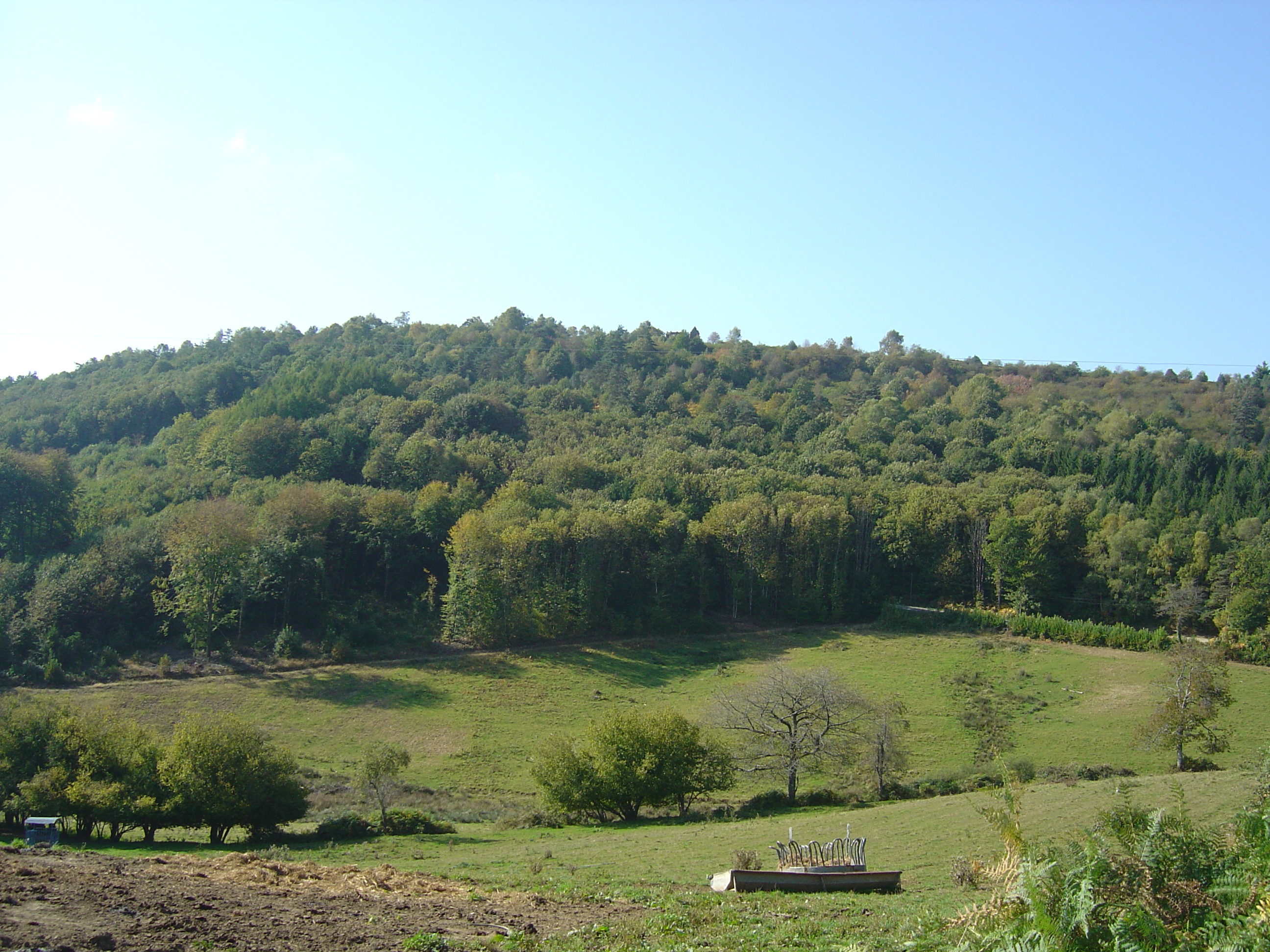
El Mont Gargan

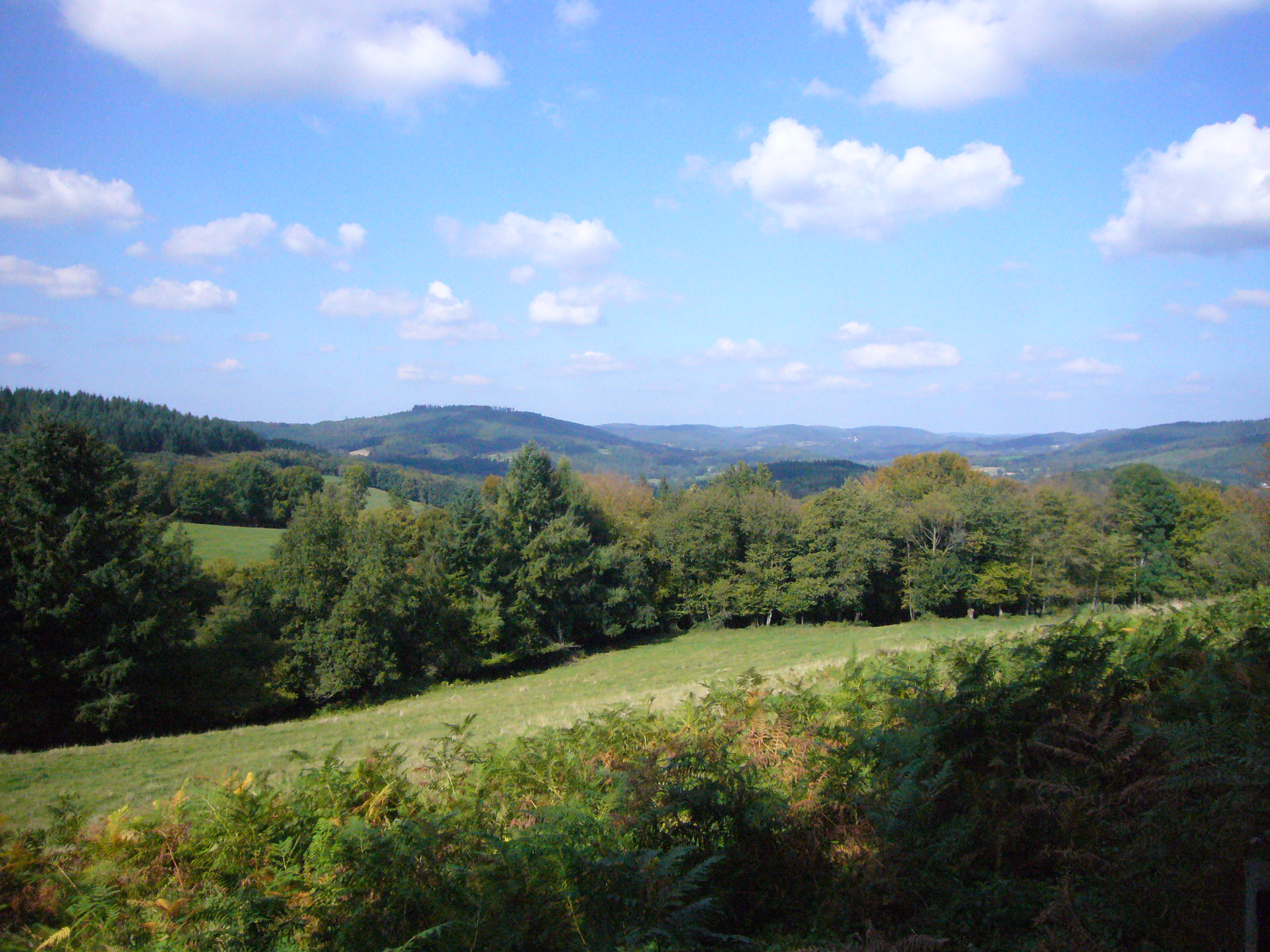
Paisatge dels contraforts de l'altiplà al costat de Nedde a Haute-Vienne

L'altiplà està situat a la regió del Llemosí, en ple Massís Central i ocupa tres departaments, la Corresa, on hi ha la major part; la Cruesa on hi ha l'altiplà de Gentioux, i l'Alta Viena. La cota 750 és la que delimita l'altiplà.
Els rius més importants són
- Conca del riu Loira: riu Vienne i el seu afluent el riu Cruesa.
- Conca de la Garona: la Vézère i el seu afluent el riu Corresa.

Els llacs també són nombrosos a l'altiplà. El més important i que també és el més gran del Llemosí és el llac de Vassivière, a cavall dels departaments de la Cruesa i de l'Alta Viena, al riu Maulde. Els altres llacs són el de Lavaud-Gelade, al riu Taurion, al costat de Saint-Marc-à-Loubaud a la Cruesa, i el lla de Chammet, entre la Cruesa i la Corresa, el llac de les Bariousses a Treignac i la presa de Monceaux, tots dos a la Vézère.
Amb el decret del 18 de maig de 2004 es va crear el Parc Naturel Regional de Millevaches del Llemosí que ocupa 113 municipis, amb una superfície de 300 mil hectàrees i té 38 mil habitants. Aquesta protecció permet protegir la riquesa natural de l'altiplà.

## Història
La història de l'altiplà és la història de l'ocupació humana d'aquest medi exigent per la rudesa del clima i, fins al segle xix, per la incomunicació. L'agricultura i la cria de bestiar han estat fins avui dia les activitats dominants.
Les primeres traces d'una presència humana remonten al Paleolític mitjà i són poc significatives. Només testimonien campaments provisionals de caçadors i recol·lectors, no pas un poblament durable i permanent.
És amb el Neolític quan s'estableixen poblaments de certa importància i es construeixen els monuments megalítics que es poden trobar a la zona. L'estudi d'aquesta etapa s'ha dut a terme amb l'anàlisi de les torberes i s'han pogut datar de fa 4000 i 2000 anys.
El progrés significatiu de l'ocupació humana és perceptible a partir de l'edat del bronze, a inicis del segon mil·lenni i fins al segle VIII aC.
A la Gàl·lia, la segona edat del ferro, a partir del segle III aC, marca un progrés sensible en les eines agrícoles. Es considera que aquesta època es creen els útils necessaris del camp que duraran fins al segle xix, i per a la zona central i més tradicional de l'altiplà, encara duraran fins al segle xx. Apareix la falç, que permet augmentar considerablement les reserves de farratge i afavoreix la cria de bestiar. Les noves eines permet la instal·lació permanent d'agricultors-ramaders, malgrat la duresa del clima, i a partir d'aquí les traces d'ocupació són evidents i significatives.
Hi ha múltiples testimonis de l'Edat de ferro a l'altiplà, com els túmuls de Plane, al municipi de La Nouaille o els túmuls més antics de Tarnac. En aquesta etapa, l'altiplà formava part del territori dels lemovices, poble celta que donà el seu nom a la ciutat de Llemotges, habitaven el territori més elevat. Hi ha nombrosos altres túmuls com els de Sornac, Saint-Setiers, Millevaches, Chavanac, Pérols-sur-Vézère, Bugeat, etc. Manca les dates i fa difícil distingir si són de l'edat del ferro o de l'època gal·loromana, com es veu en les excavacions arqueològiques de Tarnac on es veu que les restes més recents són dels segles ii i iii.
Durant l'època gal·loromana es troben vestigis d'una residència aristocràtica als Cars i de dos mausuleus a Saint-Merd-les-Oussines o, més modestament, una vil·la romana com la de Gioux. Significativament, els dos llocs són abandonats a la segona meitat del segle iii, que es pot explicar per desordres interns. Igualment, en aquest període, es veuen pràctiques funeràries ben distintes alhora, per inhumació en túmuls i incineració. Aquesta duplicitat encara no ha estat explicada.
Durant l'antiguitat tardana i l'alta edat mitjana, l'altiplà no esdevé un desert, com mostren la pervivència dels topònims celtes i gal·loromans que s'han mantingut, cosa que mostra que si almenys no va estar habitat, sí que era freqüentat. Per exemple, Gioux prové de Iovem, l'acusatiu de Júpiter, Tarnac deriva de l'arrel celta taro, que vol dir que travessa, entre molts altes. Des del segle ix el nom de Tarnac apareix com una vicaria en les fonts escrites, que és una subdivisió administrativa d'un comtat carolingi i el de Sornac es documenta a principis del segle x.
Cap a l'any 1000, la muntanya llemosina, i també l'altiplà, estava repartida entre dos vescomtants, el vescomtat del Buçon al sud el de Comborn. El límit era veí al canvi d'aigües dels afluents de la Loira i de la Dordonya. Durant el segle xi, el vescomtat de Comborn tenia a la part est l'antic vescomtat de Ventadorn.
La reocupació més massiva de l'altiplà s'efectua a partir de la instal·lació dels ordes religiosos, els benedictins des de la Chaise-Dieu, però també, més tard, els ordes militars, com els Hospitalers i els Templers. Es van crear en aquesta època tretze parròquies: Sainte-Anne, Bellechassagne, Chavanac, Comps, Courteix, La Vinadière, Boucheresse, Charrières, Féniers, Malleret, Le Mas-d'Artige, Monteil-Guillaume i Gentioux, aquesta darrera era anterior, segons algunes fonts.
L'arquitectura religiosa d'aquesta època ens ha restat sota la forma de les esglésies amb campanar-mur, típiques de la muntanya llemosina.
Per contra, els vestigis o les documentacions d'arquitectura militar són molt estranyes. Se situen sobretot a la perifèria, com l'antic castell de Felletin, avui desaparegut, les muralles de Eymoutiers, Egletons, Meymac... També es pot citar la fortalesa medieval de Puy-Murat, a Tarnac, que controlava l'accés de la muntanya llemosina des de l'oest.
Durant la Guerra dels Cent Anys, malgrat la manca d'interès estratègic, l'altiplà va rebre el 1373 les cavalcades de Jean de Lancastre.
Pendant la Guerre de Cent-Ans, malgré son manque d'intérêt stratégique, le plateau subit néanmoins, en 1373, la chevauchée de Jean de Lancastre.

## Poblament
L'altiplà té una mitjana de població de 15 h/km², molt baixa a cause de la duresa de la vida en un mitjà bastant hostil per a la vida.

## Llegenda i literatura
Hi ha una llegenda que explica que una pastora mal inspirada va donar els seus mil caps de bestiar al diable i aquest els va anar convertint un per un en una pedra, d'aquí el paisatge rocós de l'altiplà.
La zona és el lloc d'inspiració per a les novel·les de Richard Millet, que hi situa l'acció. En el cas de Marcelle Delpastre, obra molt desconeguda, està escrita en occità i en francès.